# Ларами (река)
Ларами (англ. Laramie River) — река в штатах Колорадо и Вайоминг, США. Правый приток реки Норт-Платт, которая является одной из составляющих реки Платт. Составляет 451 км в длину; площадь бассейна — 11 821 км². Средний расход воды — 3 м³/с.
Берёт начало на севере штата Колорадо, на западе округа Лаример, в районе Передового хребта, на территории национального леса Рузвельт. Течёт на север и северо-запад вдоль восточной стороны горного хребта Медисин-Боу, а затем поворачивает на северо-восток и восток. Поворачивает на север, протекая через город Ларами, принимает приток Литл-Ларами и образует серию водохранилищ Уитленд. После водохранилищ течёт на северо-восток, через горный хребет Ларами. Принимает притоки Норт-Ларами и Чугуотер. Впадает в реку Норт-Платт напротив города Форт-Ларами, в округе Гошен.
Река была названа в честь французского первопроходца и траппера Жака Ларами.